# Katedra św. Apolinarego w Valence
Katedra św. Apolinarego (Cathédrale Saint-Apollinaire) – rzymskokatolicka katedra we francuskim mieście Valence, w regionie Owernia-Rodan-Alpy, pod wezwaniem św. Apolinarego z Valence, biskupa diecezji Valence.

## Historia
Biskupstwo założono 314 roku. Kościół 5 sierpnia 1095 roku konsekrował papież Urban II. Kościół został zniszczony podczas wojen wyznaniowych, odbudowano go w XVII wieku. W XIX wieku przebudowano dzwonnicę. Zabytek od 1862.

## Architektura
Kościół trójnawowy, posiada układ halowy. Bryła romańska, posiada renesansowe ornamenty. 

## Galeria

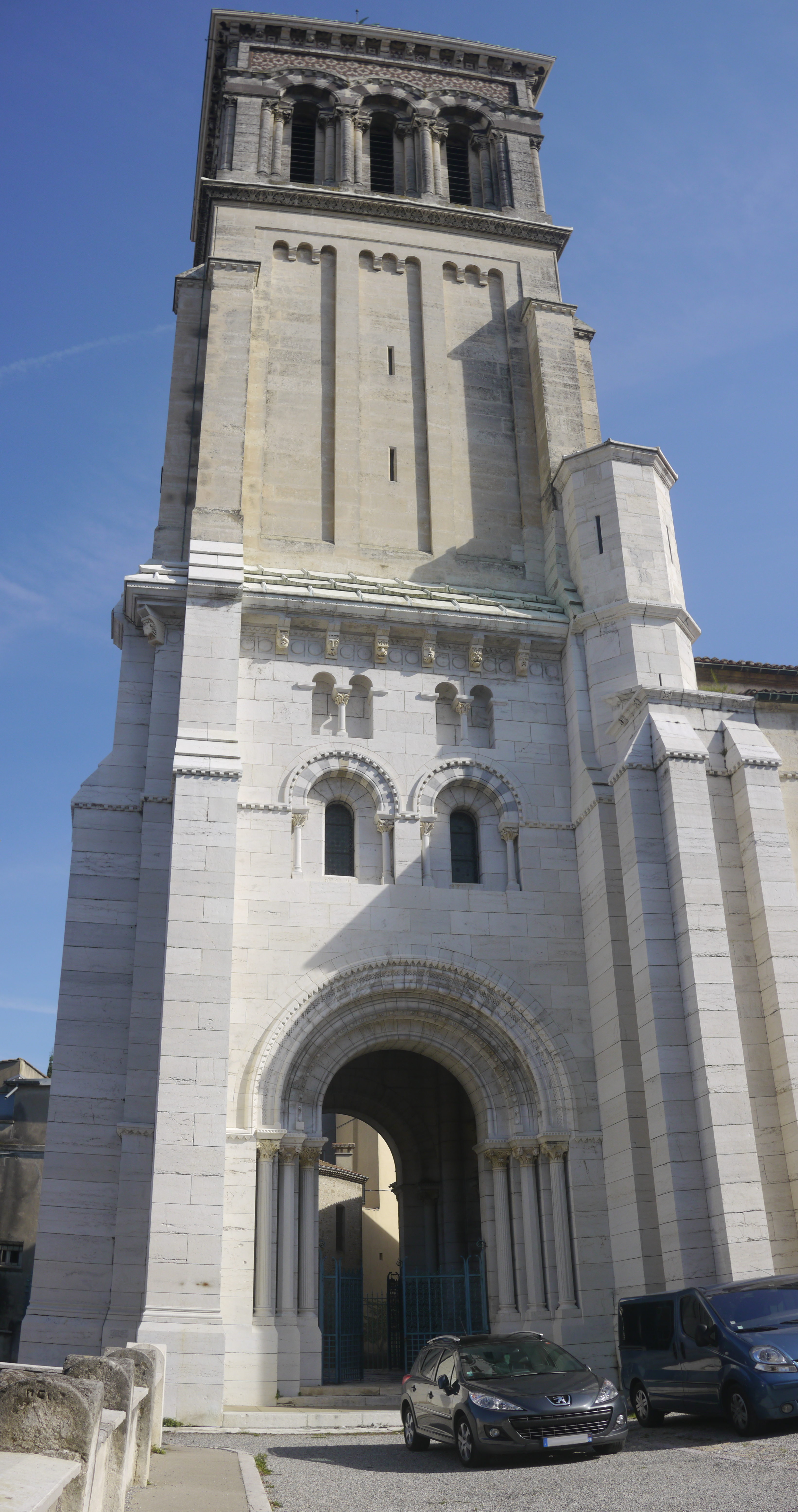
Wieża
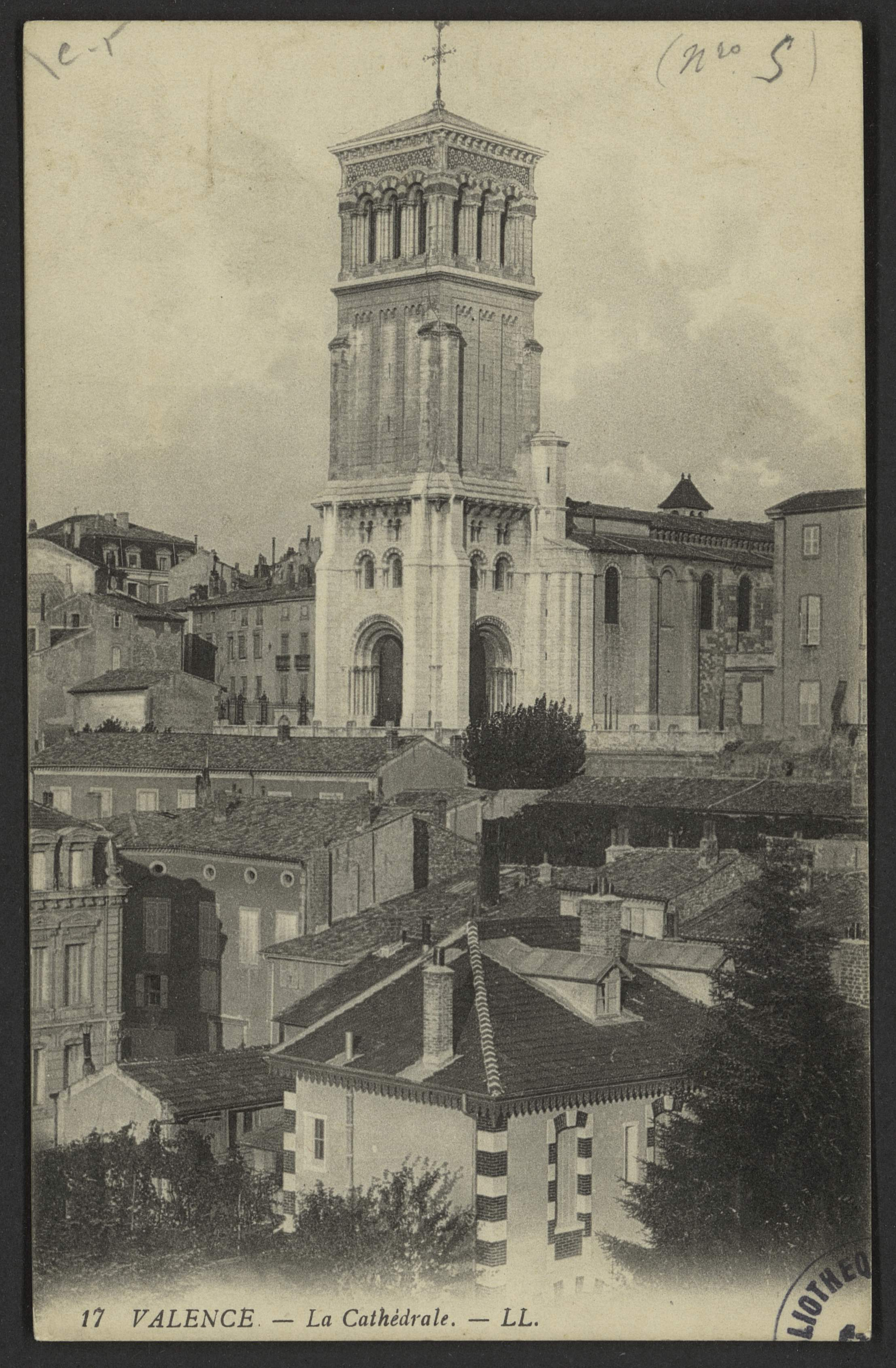
Katedra w 1914 roku
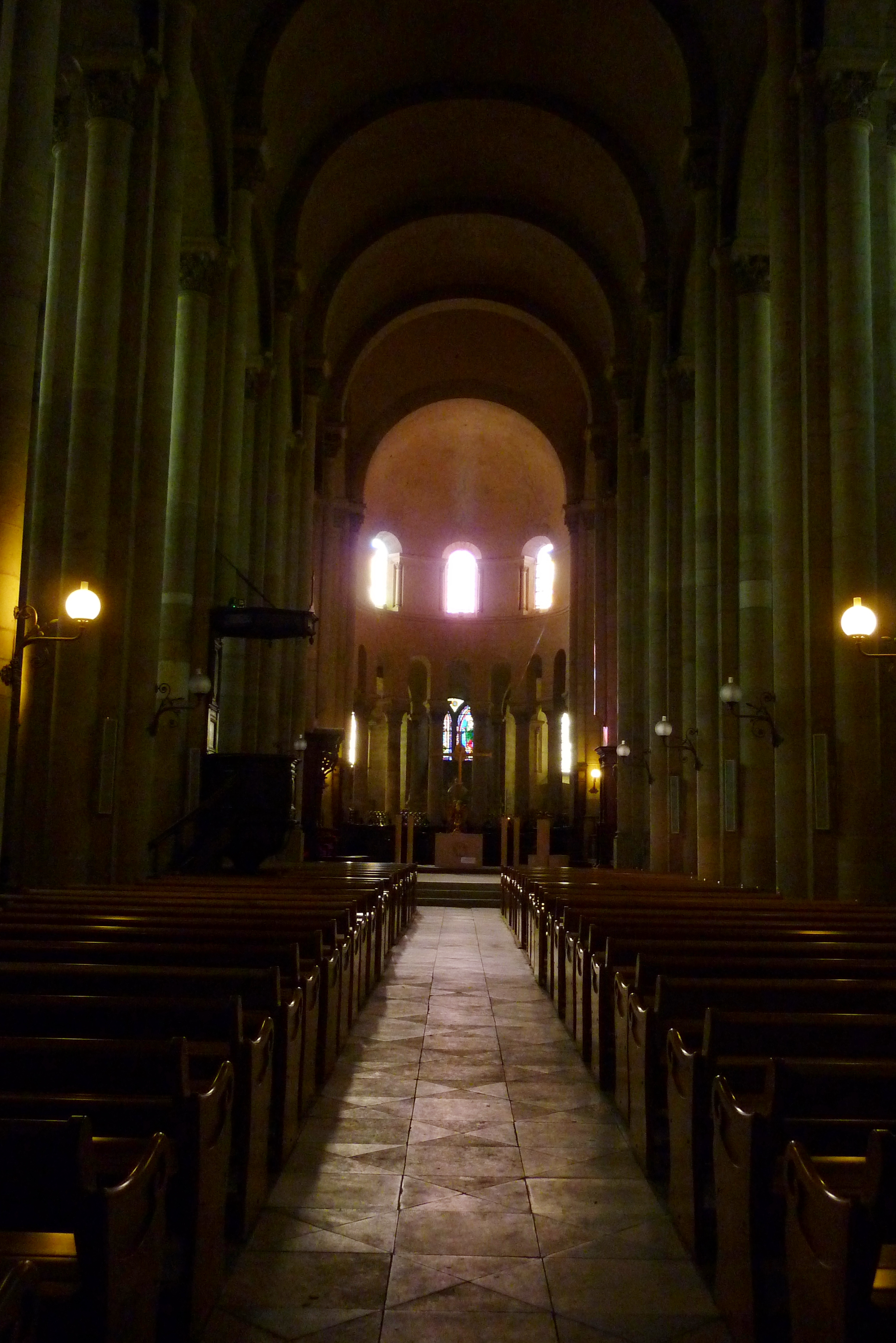
Wnętrze
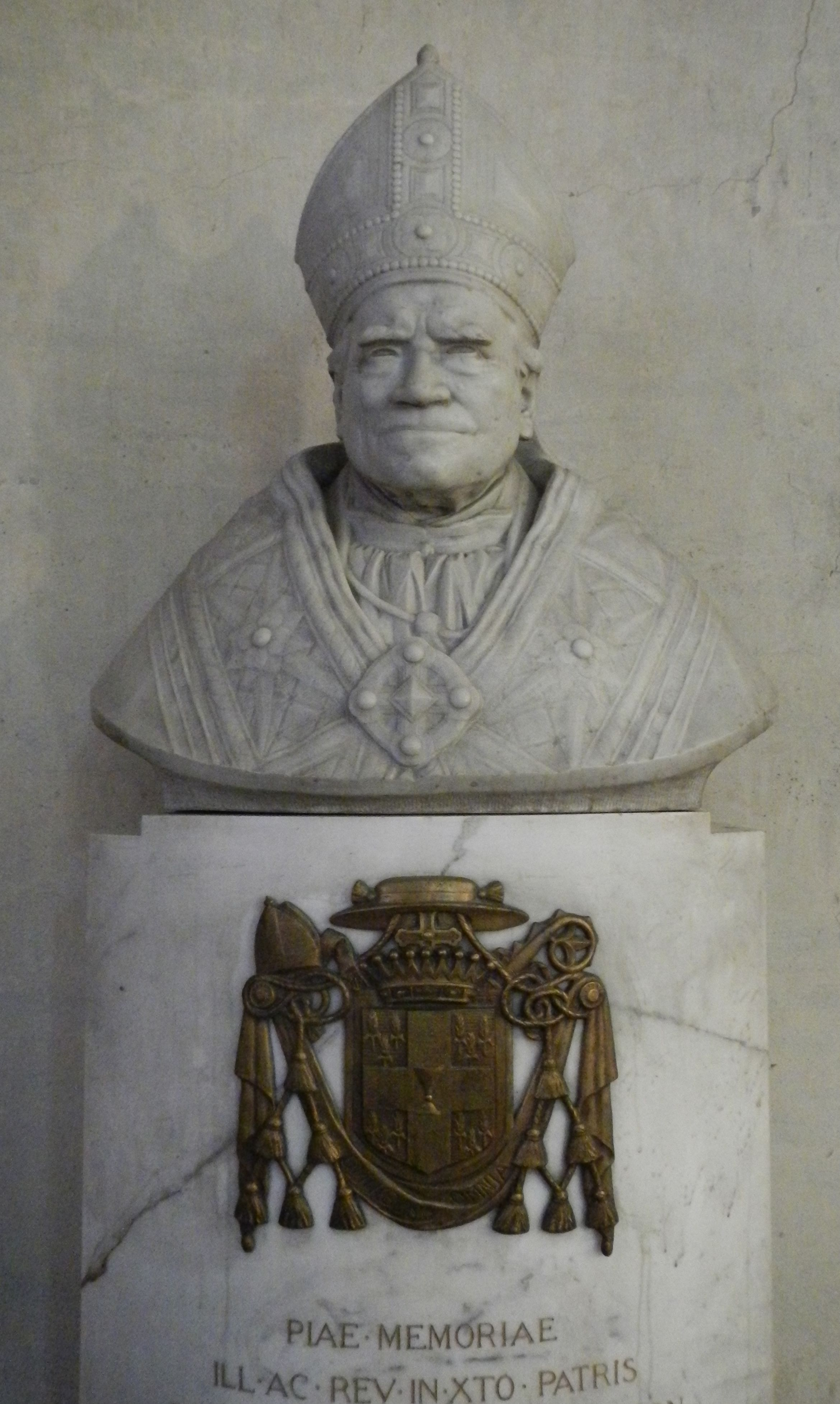
Popiersie papieża Piusa VI